# モハンマドホセイン・タバータバーイー

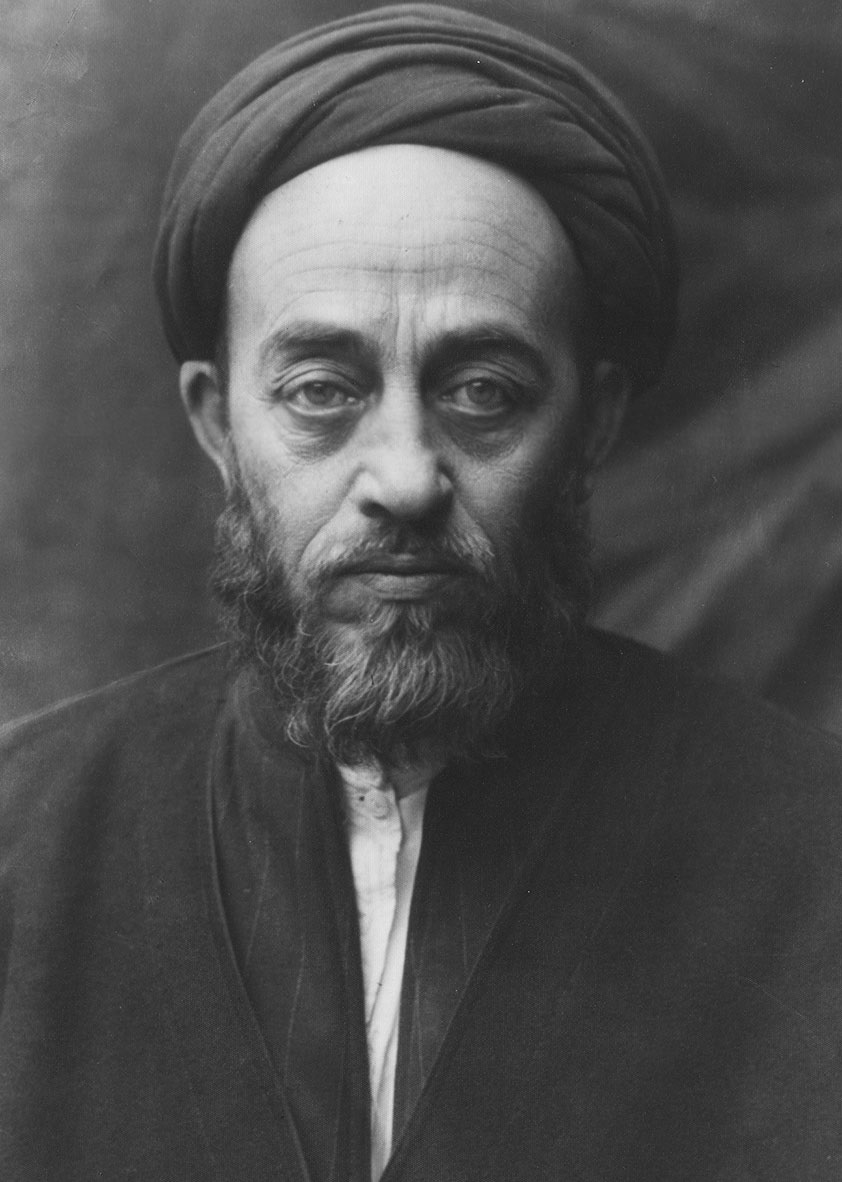
セイエド・モハンマドホセイン・タバータバーイー。1940年代の写真。

セイエド・モハンマドホセイン・タバータバーイー（ペルシア語: سید محمد حسین طباطبائی, 1892年又は1903年 - 1981年11月15日）は、イランのウラマーで現代シーア派思想家のひとり。1954年から1972年の間に書いた『タフスィール・アル＝ミザーン』という聖典解釈学の専門書で知られる。アッラーメ・タバータバーイーという通称でよく知られ、テヘラーンのアッラーメ・タバータバーイー大学にその名を残している。

## 生涯
モハンマドホセイン・タバータバーイーはタブリーズの町に生まれ、アラビア語やイスラーム諸学の手ほどきを受けたのち、12歳のころにナジャフにあるシーア派の学院に入ってさらに研鑽を積むことにした。ナジャフで、シーア派グノーシス思想についてはアリー・タバータバーイーに、法学と法源論についてはミールザーモハンマド・ナーイーニーとシェイフ・モハンマドホセイン・ガラヴィー・エスファハーニーに、数学についてはセイエド・アブルカースィム・フワーンサーリーに、教えを受けた。イブン・スィーナーの Shifa, サドルッディーン・ シーラーズィーの Asfar, イブン・トゥルカの Tamhid al-qawa'id といった文献も講読した。セイエド・ホセイン・バードクバーイーとともに、彼は、当時もっとも高名な二人のウラマー、セイエド・アブルハサン・ジルワとアーガー・アリー・モダッレス・ズーヌーズィーと師匠ー弟子関係にあった。
タバータバーイーは後年、アンリ・コルバン及びセイエド・ホセイン・ナスルとよく学習会を持ち、彼らのサークルの中ではシーア派グノーシス思想のみならず、ナスルが comparative gnosis と呼ぶ、グノーシス的思想までもが議論の対象になった。ウパニシャッド、老子道徳経、ヨハネによる福音書といったテキストもその文脈で議論され、スーフィズムやイスラーム的グノーシス主義と対比的に論じられた。
タバータバーイーは哲学者であり、著作も多いが熱心に後進を指導し、全人生をイスラーム研究に捧げた。モルテザー・モタッハリー、モハンマド・べへシュティー、モハンマド・モファッテヘのように、イラン・イスラーム共和国創設を理論面で支えた人々にタバータバーイーの弟子がいる。ホセイン・ナスルやハサン・ハサンザーデ・アーモリーのように、非政治的分野で研究を続けた弟子もいる。

## 著作

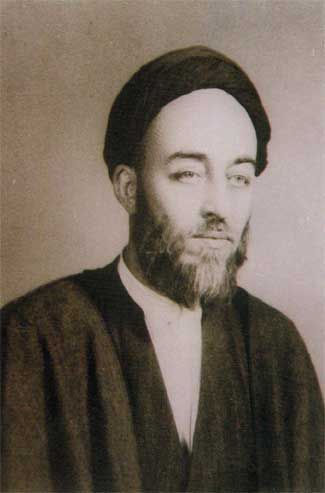
若き日のタバータバーイーの写真。

ナジャフ時代のタバータバーイーは、主にタフスィール（聖典解釈学）、哲学、シーア派信仰の歴史的側面といった分野で顕著な研究を残した。哲学分野においては Usul-i falsafeh va ravesh-e-realism （哲学の基礎とリアリズムの方法）という著作が重要である。5巻本でモルテザー・モタッハリーによる解説が付されている。ゴムのホウゼにとってアーヤトッラー・ハーエリーがその組織面での再興者であるとしたら、タバータバーイーはタフスィール学、哲学、スーフィズムの分野で多大な貢献をし、理論を実践に変えたという点で、ゴムのホウゼの精神面での再興者である。
哲学分野におけるタバータバーイーの重要な業績は、中世シーア派ムスリム思想家の掉尾を飾るモッラー・サドラーの著作 Asfār al-'arba'eh への注釈である。注釈の内容は膨大な量である。タバータバーイーの人間中心主義は、『人間の本質』などの著作に表れている。Bidāyat al-hikmah and Nihāyat al-hikmah, といった著作はイスラーム哲学の著作である。
タバータバーイーはシーア派の教義とその歴史についても論じた。シーア派について論じたアンリ・コルバンとの対話の中で、タバータバーイーは、彼はシーア派的信仰を吐露している。タバータバーイーのシーア派論は、ウィリアム・チトウィックが補佐したコルゲート大学のプロジェクトにおいて、セイエド・ホセイン・ナスルにより英語に翻訳された。タバータバーイーの著作は、シーア派に対する誤解や俗説を取り除き、多様なイスラーム思想の包括的な理解への良き導き手になると言われている。
タバータバーイーの著作は全部で44冊ある。3冊はイスラームの諸相に関する小論集である。

### 著作リスト
- Shi'a Islam (ペルシア語: Shi’ah dar Islam)
- The Principles of Philosophy and the Method of Realism (ペルシア語: اصول فلسفه و روش رئالیسم Usul-i falsafeh va ravesh-i ri'alism) in five volumes, with the commentary of Murtada Mutahhari.[1]
- Glosses al-kifayah (ペルシア語: Hashiyahi kifayah). Glosses upon the new edition of the Asfar of Sadr al-Din Shirazi Mulla Sadra appearing under the direction of 'Allameh Tabataba'i of which seven volumes have appeared.
- Dialogues with Professor Corbin (ペルシア語: Mushabat ba Ustad Kurban) Two volumes based on conversations carried out between 'Allameh Tabataba'i and Henry Corbin of which the first volume was printed as the yearbook of Maktab-i tashayyu’, 1339 (A.H. Solar)
- Risalah dar hukumat-i islami, (Treatise on Islamic Government).
- Hashiyah-i kifayah (Glosses upon al-Kifayah).
- Risalah dar quwwah wafi'(Treatise on Potentiality and Actuality).
- Risalah dar ithbat-i dha~t (Treatise on the Proof of the Divine Essence).
- Risalah dar sifat (Treatise on the Divine Attributes).
- Risalah dar ata (Treatise on the Divine Acts).
- Risalah dar wasa'il (Treatise on Means).
- Risalah dar insan qabl al-dunya (Treatise on Man before the World)
- Risalah dar insan fi al-dunya (Treatise on Man in the World).
- Risalah dar insan ba'd al-dunya (Treatise on Man after the World).
- Risalah dar nubuwwat (Treatise on Prophecy).
- Risalah dar wilayat (Treatise on Initiation).
- Risalah dar mushtaqqat (Treatise on Derivatives).
- Risalah dar burhan (Treatise on Demonstration).
- Risalah dar mughalatah (Treatise on Sophism).
- Risalah dar tahlil (Treatise on Analysis).
- Risalah dar tarkib (Treatise on Synthesis).
- Risalah dar i’tibarat (Treatise on Contingents).
- Risalah dar nubuwwat wa manamat (Treatise on Prophecy and Dreams)
- Manza’mah dar rasm-i- khatt-i-nasta’liq (Poem on the Method of Writing the Nasta’liq Style of Calligraphy).
- Ali wa al-falsafat al-ilahiya (Ali and Metaphysics)
- Qur'an dar Islam (The Qur'an in Islam).